# Академический хор Новосибирского государственного университета
Академи́ческий хор НГУ — любительский студенческий хоровой коллектив, один из творческих коллективов Новосибирского государственного университета, лауреат Всероссийского и дипломант Всесоюзного конкурсов хоровых коллективов, получил и неоднократно подтверждал звание народного коллектива.

## История
В 2016 году исполнилось 45 лет со дня образования Академического хора НГУ.
Официальной датой рождения хора считается 25 февраля 1971 года. Создатель и первый художественный руководитель Академического хора НГУ — Оксана Ильинична Выхристюк. Оксана Выхристюк окончила Новосибирскую государственную консерваторию и руководила хором на протяжении 13 лет. В настоящий момент Оксана Ильинична является руководителем фольклорного ансамбля «Кра́сота».
В 1984 году на смену Оксане Выхристюк пришла Светлана Дик, которая руководила коллективом до 1988 года. За это время хор побывал на гастролях в Тарту, в Москве и в Томске. Светлана Дик окончила Новосибирскую государственную консерваторию в 1986 году, сейчас является художественным руководителем детской музыкальной гимназии «Апельсинчик».
С 1988 по 1992 годы, являясь преподавателем кафедры хорового дирижирования НГК, хором руководила Наталья Головнёва. С её приходом хор стал принимать участие в постановках опер Новосибирского театра Оперы и Балета, гастролировал в Омске.
В 1992 году на смену Наталье Головнёвой пришли студенты консерватории Илья Михальцов и Ирина Пшеницына. В это время устраивались тематические концерты и вечера романсов.
В 1995 году художественным руководителем и дирижёром хора стал Афанасий Антонович Яценко, старший преподаватель дирижерско-хорового отделения Новосибирского музыкального колледжа (окончил консерваторию в 1976 году). Традиционными становятся выступления хора на разных площадках города, на ежегодно проводящейся в НГУ международной конференции, на концертах, посвящённых Дню музыки, майских вечерах. С 1995 года хормейстером хора была Ольга Ивановна Ерофеева, которая внесла огромный вклад в развитие хора.
В 2001 году, будучи ещё студенткой консерватории, в хор пришла (в качестве хормейстера) Дарья Зорина, а с января 2003 года стала его художественным руководителем. За это время академический хор НГУ принимал участие в ежегодных Днях славянской письменности и культуры, Всероссийском фестивале университетских хоров «Gaudeamus» в городе Ижевске (2004 г.), в торжествах, посвященных 60-й годовщине Победы — постановке кантаты С. Прокофьева «Александр Невский», в музыкально-сценическом действии на Монументе Славы. В 2004 году перед поездкой в Ижевск был организован и проведен хоровой лагерь на базе отдыха НГУ в Бурмистрово.
В 2004 году первым составом хора был записан компакт-диск «Когда мы были молодые…».
Хор постоянно участвует в концертах университета, осваивает концертные площадки Академгородка и города.
В 2006 году Академический хор НГУ организовал Фестиваль хорового пения в рамках ежегодно проводимой в НГУ Интернедели, где приняли участие хоровые и ансамблевые коллективы Новосибирска, а также Братска и Горно-Алтайска.
С 2014 года хором руководит Екатерина Кисельникова.

## Руководители и хормейстеры
- Художественный руководитель и дирижёр хора — Екатерина Кисельникова
- Концертмейстер — Владислава Максимова
- Администратор хора — Елена Леденёва

Хор Новосибирского государственного университета активно сотрудничает с кафедрой хорового дирижирования Новосибирской государственной консерватории. Студенты кафедры проходят практику работы с хором, пишут дипломные работы, защищают государственные экзамены со студенческим коллективом НГУ.

## Состав хора
В настоящее время хор университета состоит более чем из 30 постоянных участников — студентов, аспирантов и преподавателей НГУ. За годы существования коллектива в его деятельности приняло участие до нескольких сотен человек.

## Репертуар
В репертуаре хора представлены самые различные жанры хоровой музыки — от музыки эпохи возрождения, классических произведений до музыки композиторов XX века и эстрадных произведений в четырёхголосном переложении. Основу репертуара составляют произведения европейских и русских композиторов XVI—XX веков, таких как Я. Аркадельт, П. Сертон, Г. Шютц, Й. Гайдн, В. А. Моцарт, Ф. Мендельсон, Р. Вагнер, Г. Форе, Д. С. Бортнянский, М. И. Глинка, П. И. Чайковский, Н. А. Римский-Корсаков, С. С. Прокофьев, Г. В. Свиридов.

## Выступления хора
На протяжении всего своего существования хор регулярно выступает на различных площадках Новосибирска, таких как Большой зал консерватории, Новосибирская государственная филармония, Новосибирский областной русско-немецкий дом, Дворец культуры железнодорожников, как с сольными концертами, так и принимая участие в масштабных культурных мероприятиях, проводимых городской и областной администрацией; участвует в постановках опер в Новосибирском государственном академическом театре оперы и балета. Заметной страницей в истории хора было участие в 2005 г. в постановке силами сводного хора и оркестра новосибирских музыкантов кантаты «Александр Невский» Сергея Прокофьева в ознаменование годовщины Ледового побоища. В 2009 г. хор унисерситета был приглашен принять участие в постановке оперы А. Бородина «Князь Игорь»  (премьера состоялась 29 мая 2009 года).